# World RX of Finland

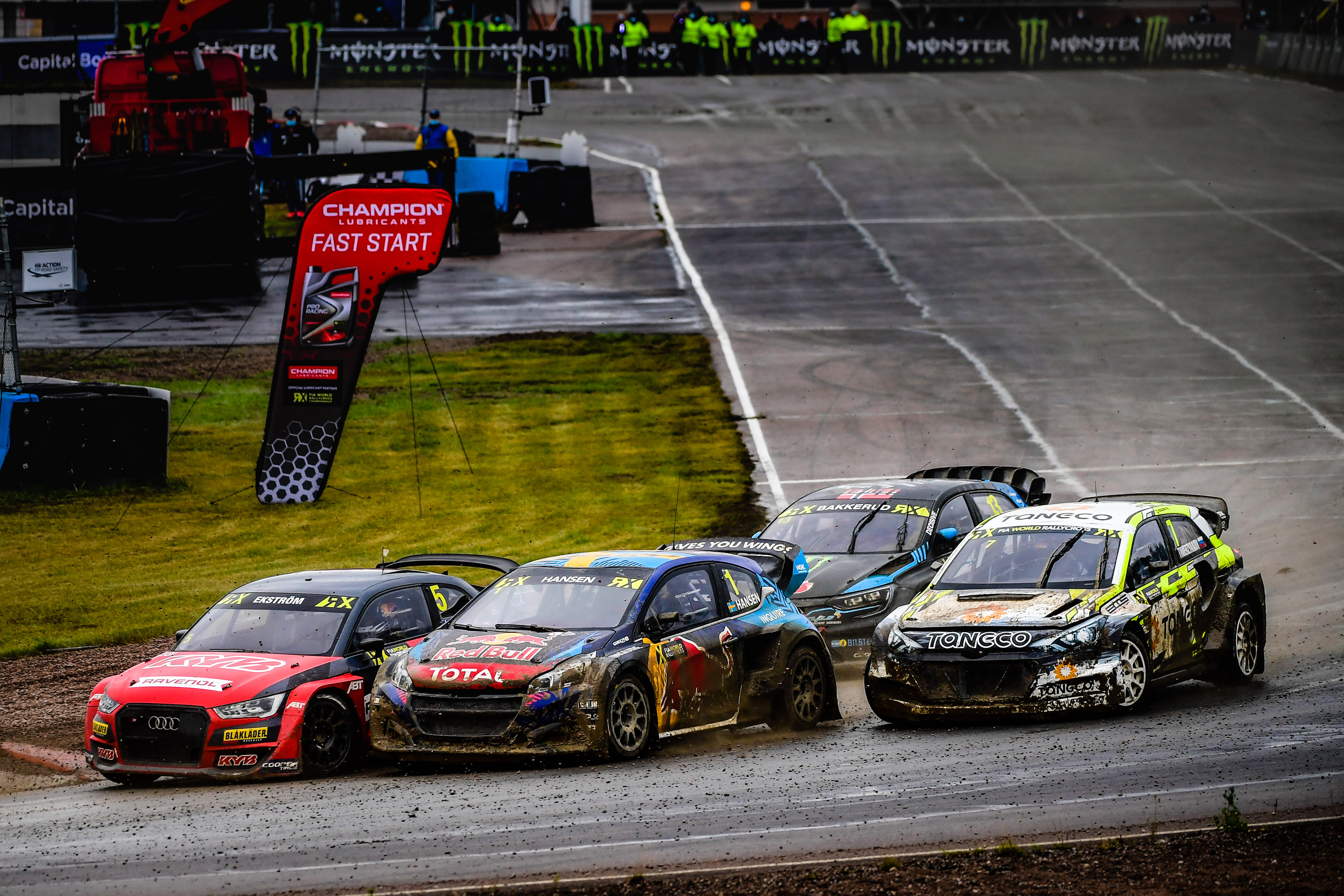
Rennszene aus dem Jahr 2020

Der World RX of Finland ist ein jährlich als Teil des FIA World Rallycross Championship in Finnland ausgetragenes Rallycross-Rennen. Es fand zweimal im Tykkimäki-Freizeitpark statt und soll ab 2025 auf dem KymiRing stattfinden.

## Geschichte
Das Rennen wurde zum ersten Mal im Rahmen der Debütsaison der Rallycross-Weltmeisterschaft im Jahr 2014 ausgetragen. Doch bereits im Folgejahr fiel es aus dem Rennkalender und wurde innerhalb der nächsten Jahre nicht ausgetragen. Die Rückkehr des Rennens fand erst im Jahr 2020 statt, als dieses das World RX of France (welches aufgrund der COVID-19-Pandemie ausfiel) ersetzte. In der Folgesaison wurde es nicht erneut ausgetragen.
Im Jahr 2024 wurde bekanntgegeben, dass ab 2025 das World RX of Finland auf dem KymiRing wird und dementsprechend wieder in den Kalender zurückkehrt.

## Sieger
| Jahr | Finaler Sieger                       |
| ---- | ------------------------------------ |
| 2014 | Tanner Foust                         |
| 2020 | Johan Kristoffersson Niclas Grönholm |